# Basílio Boiano

Império Bizantino em 1025

Basílio Boiano (em latim: Basilius Boianus; em grego medieval: Βασίλειος Βοϊωάννης; romaniz.: Basíleios Boioánnes), Bugiano (em latim: Bugianus) ou Vulcano (em latim: Vulcanus), por vezes chamado João (em latim: Ioannes) ou Joanício (em latim: Joannicius), foi um oficial bizantino do século XI, ativo durante o reinado do imperador Basílio II (r. 976–1025). Serviu como catepano da Itália e teve que enfrentar a revolta de Melo de Bari.

## Vida
As origens de Basílio são incertas. Boiano (e suas variantes) pode ser um sobrenome ou um epíteto. Aparece pela primeira vez em dezembro de 1017, quando substituiu Tornício Contoleão como catepano da Itália após sua derrota perante o rebelde Melo de Bari; fontes do período ainda dizem que era antípato e protoespatário. Ao chegar, ou em outubro de 1018, decisivamente venceu Melo e seus aliados normandos em Canas, na Apúlia. Com tal vitória, a maioria dos príncipes lombardos aceitaram a suserania bizantina, de modo o historiador João Escilitzes alegou que o Império Bizantino se expandiu pelo sul da Itália até Roma, e Melo fugiu para junto do imperador Henrique II (r. 1014–1024), morrendo em Bamberga em 1020. Segundo Ademar de Chabannes, a vitória em Canas foi alcançada com ajuda dos varegues, bem como que vários normandos foram capturados e passaram o resto de seus dias nas prisões de Constantinopla. Ainda de acordo com ele, a rota marítima do sul da Itália à Terra Santa foi fechada para peregrinos ocidentais, pois os bizantinos capturavam peregrinos e os levavam algemados a Constantinopla.

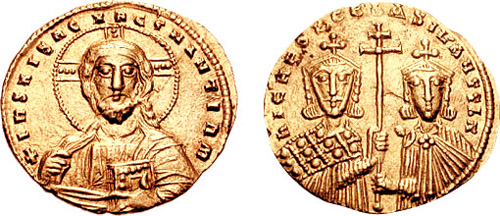
Histameno de r. e r.

Império Bizantino à morte de r.. O avanço pela Sicília está em laranja

Em 1019/20, Basílio foi citado numa cópia da obra de Miguel. Em sua gestão, decidiu questões legais, privilégios, confirmações de privilégios e similares: em 1017/1028, confirmou bens e direitos do mosteiro de São Pedro em Torremaggiore, no norte da Apúlia, e enviou cartas a dois monges convocando-os em Bari; em fevereiro de 1018, confirmou os privilégios do mosteiro de Monte Cassino; em julho de 1019 estabeleceu os limites do território de Troia; em 1021/1022, deu uma casa em Bari ao protomandator Basílio; em abril de 1023, confirmou a posse do mosteiro de Santa Maria do Refúgio, perto de Tricarino; e em dezembro de 1025, doou algumas terras ao mosteiro de São João em Lamis. Supostamente, em janeiro de 1024, isentou os habitantes de Troia de pagar impostos, no entanto é possível que essa informação seja uma falsificação do período normando. Militarmente, no início de 1021, pediu passagem livre pelo território do Principado de Cápua a Pandolfo IV de modo a agir militarmente contra o rebelde Maraldo de Trani e em junho, transferiu seus bens ao mosteiro de Monte Cassino;
Pandulfo, como vassalo, se envolveu nas expedições militares e Basílio erigiu fortes e cidades fortificadas e instalou guarnições nas regiões sobre seu domínio. Parece que foi sob sua administração que se erigiram Cástula de Mutula (em latim: Kastula Mutulae), a atual Motola, e Troia, bem como teve seu papel da criação da arquidiocese de Siponto, que se dissociou do bispado de Benevento. Em 1024, cruzou o mar Adriático a partir de Bari e atacou Cresimiro III (r. 1000–1030) do Reino da Croácia, capturando sua esposa Patrocissa e seu filho de nome desconhecido, que foram enviados a Bari e então Constantinopla. Em 1025, Orestes, veterano da guerra de conquista do Império Búlgaro, foi enviado ao sul da Itália para expulsar os árabes que atacavam a costa da Calábria e se preparar à reconquista da Sicília. Basílio participou da expedição, reconstruindo as fortificações de Régio e reconquistando Messina. Com a morte do imperador, a expedição foi cancelada. Em 1028, Basílio e Orestes retornaram a Constantinopla e o primeiro foi substituído como catepano por Cristóvão Burgaris. Mais tarde seu filho Exaugusto Boiano (1041) também seria catepano.